# Chuyến tham quan ảo
Chuyến tham quan ảo (virtual tour) là khái niệm mới trong thời đại công nghệ số hóa 3D bùng nổ. Thay vì trực tiếp tới tận hiện trường (công trình, di tích,...), một chuyến tham quan ảo sẽ "dẫn" người xem đi khắp mọi góc nhìn. Chuyến tham quan ảo được trình diễn trên các thiết bị điện tử bao gồm: điện thoại di động, laptop, tablet, kính VR...

## Nền tảng công nghệ Virtual tour.
Chuyến tham quan ảo có thể được diễn tả dưới nhiều hình thức. Nhưng yêu cầu cốt yếu là sự trải nghiệm sâu sắc và nhiều thông tin hơn ảnh/video truyền thống. Hiện nay, có 2 trường phái Tham quan ảo, là: 3D tour, 360 tour (ảnh 360, video 360)
3D tour: Được triển khai dưới dạng tương tác thực bằng các hoạt cảnh ảnh nối tiếp nhau hoặc một nguyên mẫu số hóa (scan 3D). Điển hình có các công nghệ như: Matterport, Sketchfab
360 tour : Với thể loại này, bạn có thể tự tạo nội dung số bằng điện thoại thông minh có hỗ trợ ứng dụng Google street view, hoặc có khả năng quay video 360.

VR 360 tour

## Ứng dụng của công nghệ tham quan ảo
Với sự đa dạng và linh hoạt trong cả cách thức truyền tải lẫn lưu trữ, Virtual tour được sử dụng nhiều vào các lĩnh vực sau:
- Mua bán căn hộ
- Homestay, khách sạn.
- Du lịch lữ hành
- Bảo tàng, di tích